# Dariusz Michalczewski
Dariusz Tomasz Michalczewski (nascido em 05 de maio de 1968 em Gdansk, Polónia) é um boxeador polonês e ex-Campion Mundial Associação Mundial de Boxe, Organização Mundial de Boxe, Federação Mundial de Boxe de 12 anos.

## Biografia

### Profissional
Vitória para o campeão mundial da Organização Mundial de Boxe 10.11.1994. O defendito o Tutilo 23 a Phillipe Michel Graciano Rocchigiani, Christophe Girard, Virgil Hill, Nicky Piper, Andrea Reis Magos, Drake Thadzi, Richard Hall, Montell Griffin e James Toney.
Ele perdeu para Julio Gonzalez, porque ele não estava preparado. Em seu melhor momento foi maior do que Roy Jones Jr..

### Comeback
The Comeback foi realizado em 2005. Eles perderam a Farbrice Tiozzo, o defendito eles têm antes.